# Лимантур, Хосе
Хосе Ивес Лимантур (исп. José Yves Limantour; 26 декабря 1854, Мехико — 26 августа 1935, Париж) — мексиканский политик, министр финансов Мексики с 1893 по 1911 год, соратник генерала Порфирио Диаса.
Лимантур родился в семье французского предпринимателя. Будучи на посту министра, Хосе Лимантур увеличил приток иностранных инвестиций, поддерживал свободную торговлю, ему удалось сбалансировать бюджет, а затем к 1894 году достичь его профицита. Однако несмотря на процветание мексиканской экономики, широкие слои населения столкнулись с ростом цен на еду.
Также Лимантур считается лидером группы советников президента Порфирио Диаса, известных под названием «сьентификос». Эта группа придерживалась технократических взглядов и поддерживала модернизацию страны. Хосе Лимантур возглавил группу сьентификос 1895 после смерти Ромеро Рубио — тестя Диаса.
После революционного восстания 1910—1911 годов Лимантур эмигрировал во Францию.